# Shixia-Kultur
Die Shixia-Kultur (chinesisch 石峡文化, Pinyin Shíxiá Wénhuà, englisch Shixia Culture) war eine neolithische Kultur im Lingnan-Gebiet in China. Ihren Namen hat sie von der ersten ausgegrabenen Shixia-Stätte im Stadtbezirk Qujiang von Shaoguan in der Provinz Guangdong. Sie war hauptsächlich im Einzugsgebiet der Flüsse Bei Jiang 北江 und Dong Jiang 东江 verbreitet. Landwirtschaft bildete im Wirtschaftsleben den Schwerpunkt, es wurden Hinweise auf Nassreisfelder entdeckt (Xian 籼-Reis), auch Jing 粳-Reis wurde gefunden. Nach der C-14-Datierungsmethode wird die Shixia-Kultur ungefähr auf die Zeit von 2900 bis 2700 v. Chr. datiert.
Die Shixia-Stätte (Shixia yizhi 石峡遗址) in Shaoguan steht seit 2001 auf der Liste der Denkmäler der Volksrepublik China (5-95).